# Sanhoane (Mogadouro)
Sanhoane is een plaats (freguesia) in de Portugese gemeente Mogadouro en telt 149 inwoners (2001).